# Hermann Heinrich Gossen

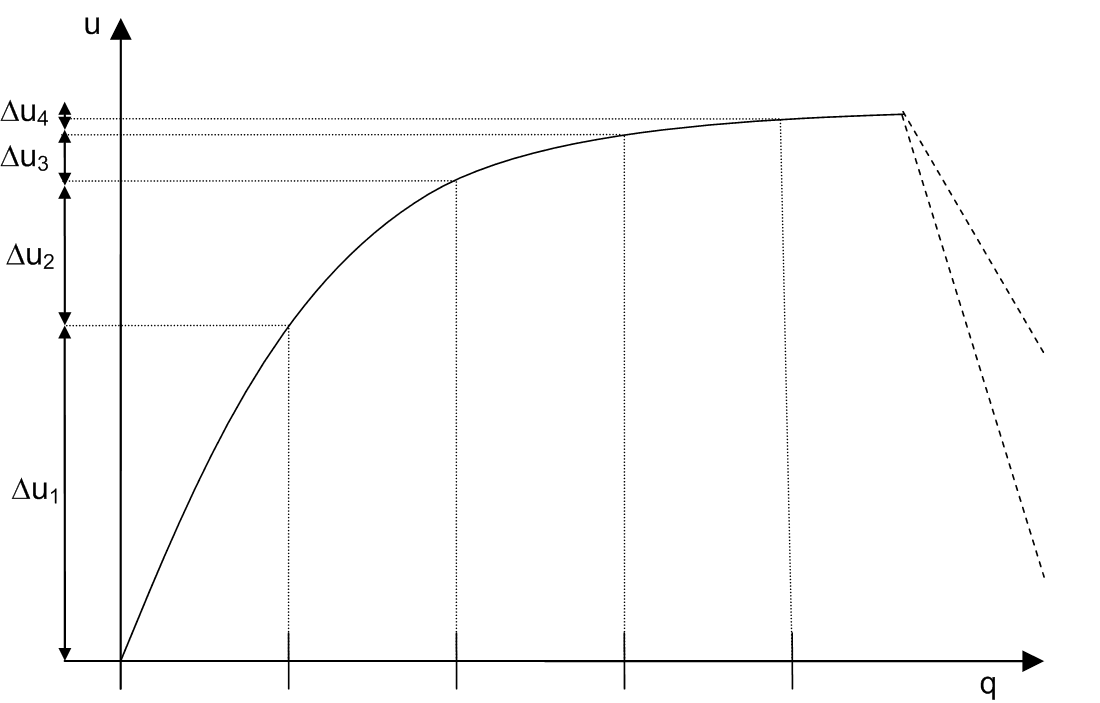
Pierwsze prawo Gossena – prawo malejącej użyteczności krańcowej: w miarę wzrostu konsumpcji danego dobra (q) użyteczność krańcowa (Δu) każdej kolejnej jednostki maleje

Hermann Heinrich Gossen (ur. 7 września 1810 w Düren, zm. 13 lutego 1858 w Kolonii) – niemiecki ekonomista. Prekursor szkoły psychologicznej (rozwiniętej później przez szkołę austriacką) i matematycznej (rozwiniętej później przez szkołę lozańską). Sformułował teorię zachowania konsumenta i pierwsze podstawowe zasady użyteczności krańcowej, zwane prawami Gossena.

## Życie i twórczość
Gossen ukończył studia prawnicze na uniwersytecie w Bonn. Nie zajmował się nauką zawodowo. Pracował jako prawnik, próbował też zarobić na ubezpieczeniach. Jednak jego prawdziwą pasją była matematyka. Sformułowane przez siebie zasady ekonomiczne próbował przedstawić również w formie matematycznej. Opublikował tylko jedną pracę naukową, która nie przyjęła się w środowisku niemieckich ekonomistów. Wynikało to z tego, że ekonomiści ci pozostawali pod wpływem kierunku historycznego w ekonomii, który negował istnienie praw ekonomicznych. Prekursorstwo Gossena zostało odkryte i docenione dopiero w 1878 roku (a więc 20 lat po jego śmierci) przez angielskiego ekonomistę i logika Williama Stanleya Jevonsa – twórcę szkoły neoklasycznej.

## Dzieła
- Entwicklung der Gesetz des menschlichen Verkehrs und der daraus fliessenden Regeln für menschliches Handeln (1854)[1] 
(pol. Rozwój prawa stosunków społecznych i wynikające stąd reguły działań ludzkich)